# European sensory network
La European Sensory Network (ESN – Rete Sensoriale Europea) è un'associazione internazionale che riunisce istituzioni accademiche e di ricerca nel settore delle scienze sensoriali e del consumatore. I membri della ESN operano al fine di stabilire metodologie standard. La rete è stata fondata nel 1989.

## L'Associazione
Gli obiettivi dichiarati dalla European Sensory Network sono favorire lo sviluppo e l'applicazione delle scienze sensoriali in Europa, migliorare le metodologie di valutazione sensoriale e del consumatore a beneficio dell'industria alimentare e non alimentare europea, garantendo, per esempio, una rapida retroazione dei risultati di ricerca d'interesse pratico per le industrie. 
Promuove inoltre l'applicazione dell'analisi sensoriale nell'industria, per esempio attraverso la formazione e seminari interni
Le attività della ESN riguardano riunioni interne, seminari internazionali e conferenze per le industrie. Opera nello sviluppo e collaudo dei metodi ed in progetti di ricerca in collaborazione, ad esempio studi sensoriali e sui consumatori a livello internazionale; promuove studi incrociati tra ricercatori esperti di scienze sensoriali e partner industriali. 
Ha prodotto una valutazione del rendimento dei laboratori (Proficiency Testing) in analisi sensoriale nell'ambito del progetto “Profisens”, finanziato dall'Unione europea, ed ha offerto contributi allo sviluppo di linee guida internazionali sui criteri di valutazione del rendimento dei laboratori e di monitoraggio della coerenza e comparabilità dei test ivi condotti. Membri della ESN hanno preso parte al progetto Europeo “Calibsensory” per sviluppare campioni di riferimento e procedure di calibrazione per le valutazioni sensoriali di materiali a contatto con gli alimenti (carta e cartoni).
Con la partecipazione allo studio Europeo “Invecchiare sani” (HealthSense), si è studiata l'influenza di cambiamenti legati alla fisiologia sensoriale, psicologia sensoriale e a fattori socio-cognitivi sulle scelte alimentari degli anziani. Nel progetto europeo “Stile di vita e salute degli adolescenti europei” (HELENA) sono state messe a confronto le abitudini alimentari dei giovani in 5 differenti paesi europei ed identificato gli ostacoli ad una alimentazione ritenuta sana dall'associazione. 
Partecipa altresì allo studio di nuovi alimenti che l'associazione è convinta siano salutari e appetibili per i giovani consumatori europei.